# Observatorio Ciudadano Nacional del Feminicidio
El Observatorio Ciudadano Nacional del Feminicidio de México (OCNF) es una entidad central de participación ciudadana enfocada en el ejercicio de la defensa de los derechos humanos con perspectiva de género. Ha sido un organismo referente para el acompañamiento de las víctimas de violencia de género desde 2007, también ha apoyado a revisar los casos y solicitudes de las declaratorias de Alerta de Violencia de Género contra las mujeres en México.

## Historia
En el año 2003 se impulsó la creación del Observatorio Ciudadano para Monitorear la Impartición de Justicia con el propósito de dar seguimiento a los casos de feminicidios en Ciudad Juárez y Chihuahua. En los siguientes dos años, el Observatorio presentó dos informes emitiendo recomendaciones que fueron retomadas por la Corte Interamericana de Derechos Humanos como evidencia en la sentencia del caso Campo Algodonero, la primera sentencia en la que la Corte adopta la perspectiva de género sobre la responsabilidad internacional del Estado mexicano por la falta de seguimiento en las investigaciones relacionadas con la desaparición y asesinato de Claudia Ivette González, Esmeralda Herrera Monreal y Laura Berenice Ramos Monárrez.
En 2007, tras la publicación de la Ley General de Acceso de las Mujeres a una Vida Libre de Violencia, María de la Luz Estrada convocó a la conformación del Observatorio Ciudadano Nacional del Feminicidio (OCNF). En este año, el OCNF inició una investigación sobre la violencia de género en el país para visibilizar la situación y contribuir en la creación de mecanismos eficientes para la prevención, sanción y erradicación de esta problemática. De enero de 2007 a diciembre de 2008, se documentaron 1221 homicidios  contra mujeres y niñas en 13 entidades del país. A partir del 2008, el Observatorio exige la implementación de la declaratoria de Alerta de Violencia de Género contras las Mujeres en el Estado de México.
Para el 2009, el OCNF fomenta la Campaña Regional por el Acceso a la Justicia para las Mujeres para promover el acceso adecuado, efectivo y oportuno a la justicia en casos de violencia contra las mujeres y feminicidio en México y países de Centroamérica. En noviembre de ese mismo año, el OCNF promueve con el apoyo de la Red de Organismos Civiles de Derechos Humanos Todos los Derechos para Todas y Todos, la incorporación de la temática del feminicidio en México en la audiencia temática en la Comisión Interamericana de Derechos Humanos.
Desde su creación, el OCNF ha contribuido en la tipificación del delito penal de feminicidio a nivel nacional y estatal y colaborado con las instituciones judiciales elaborando protocolos de investigación del feminicidio, desaparición y violencia sexual. Como parte de su labor de acompañamiento a familiares de víctimas de feminicidio se han logrado sentencias históricas asentando precedentes para la investigación con perspectiva de género, como en la sentencia Mariana Lima Buendía y en el feminicidio de Lesvy Berlín.

## Integrantes
El Observatorio Ciudadano está conformado por más de 40 organizaciones de mujeres y de defensa de los derechos humanos, ubicadas en 23 estados de la República Mexicana. Este conjunto de organizaciones buscan contribuir al acceso de la justicia, monitorean y exigen rendición de cuentas a instituciones responsables de prevenir y sancionar la violencia contra las mujeres, la discriminación contra las mujeres y los feminicidios.
Los estados que lo integran y sus organizaciones son:
- Aguascalientes: Observatorio de Violencia Social y de Género Aguascalientes.
- Baja California: Mujeres Unidas: Olympia de Gouges.
- Campeche: Observatorio de Violencia Social y de Género.
- Chiapas: Grupo de Mujeres de San Cristóbal de las Casas AC-COLEM.
- Chihuahua: Centro de Derechos Humanos de las Mujeres; Mujeres por México en Chihuahua; Justicia para Nuestras Hijas; Red Mesa de Mujeres de Juárez.
- Colima: Comité de Derechos Humanos de Colima No Gubernamental.
- Ciudad de México: Católicas por el Derecho a Decidir; Comisión Mexicana de Defensa y Promoción de los Derechos Humanos; Red Mujer Siglo XXI; Justicia, Derechos Humanos y Género; Cátedra Unesco de la UNAM; Justicia Pro-Persona AC.
- Estado de México: Visión Mundial de México; Red de promotoras de Ecatepec; Familiares en búsqueda de Justicia.
- Hidalgo: Servicios de Inclusión Integral AC SEIINAC.
- Guanajuato: Centro de Derechos Humanos Victoria Diez.
- Guerrero: Observatorio Ciudadano de Violencia contra las Mujeres de Guerrero.
- Jalisco: Comité de América Latina y el Caribe para la Defensa de los Derechos de la Mujer (CLADEM-México).
- Morelos: Academia, Litigio Estratégico e Incidencia en Derechos Humanos, A.C.
- Nuevo León: ARTHEMISAS por la Equidad, A.C.
- Oaxaca: Consorcio para el Diálogo Parlamentario y la Equidad Oaxaca; Comisión de Derechos Humanos Mahatma Gandhi; Colectivo Bolivariano.
- Puebla: Programa de Género del Instituto de Derechos Humanos Ignacio Ellacuría SJ.
- Sinaloa: Asociación Sinaloense de Universitarias.
- Quintana Roo: Mayas sin Fronteras AC.
- Sonora: OCNF Sonora.
- Tabasco: Asociación Ecológica Santo Tomás; Comité de Derechos Humanos de Tabasco (CODEHUTAB).
- Tlaxcala: Centro Fray Julián Garcés de Derechos Humanos y Desarrollo Local; Colectivo Mujer y Utopía, A.C.
- Veracruz: Red Nacional de Periodistas; Frente Veracruzano por la Vida y los Derechos de las Mujeres.
- Yucatán: Ciencia Social Alternativa; Ni Una Más A. C.; Red Por Nuestros Derechos Mujeres en Red, Mujeres Trabajando en Pro de los Derechos Humanos A.C.

## Actividades
El OCNF realiza informes y comunicados de prensa con estadísticas para evidenciar el número de asesinatos de mujeres a nivel nacional y hacer una comparación sobre cuántos casos se están investigando como feminicidios, además de exhortar al diseño e implementación de un Plan Nacional de Integral de Atención y Prevención.
Además, brindan asesoría legal y acompañamiento a víctimas de violencia de género.

## Reconocimientos
- (2019) Premio Fundación de Abogados de Atocha.[11]